# August von der Howen

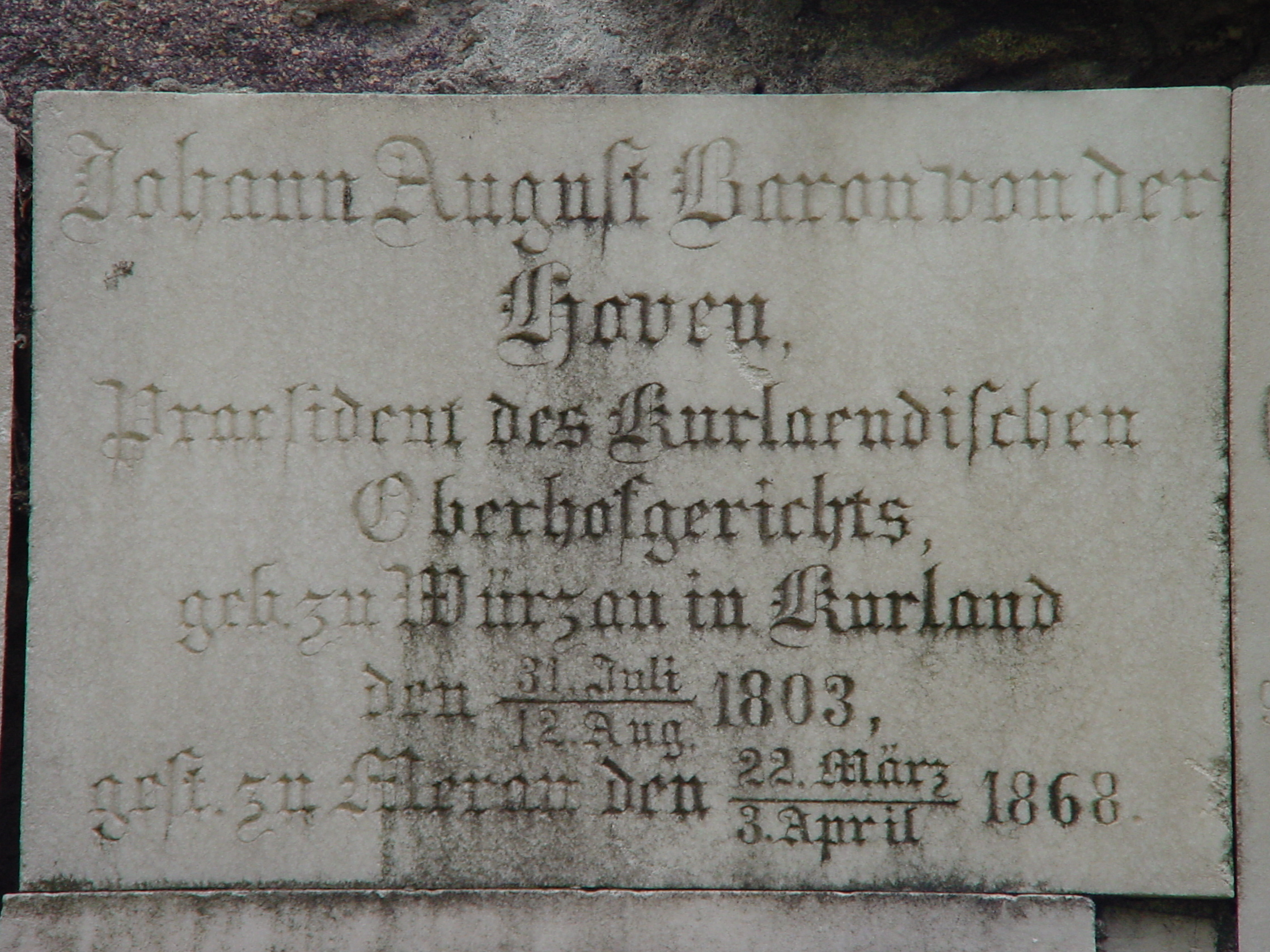
Grabtafel auf dem evangelischen Friedhof in Meran

Johann August Carl Baron von der Howen (* 31. Juli 1803 in Würzau, Gouvernement Kurland; † 22. März 1868 in Meran) war ein kurländischer Landesbeamter.

## Herkunft
Seine Eltern waren Magnus Carl Ernst von der Howen (* 5. September 1772; † 17. März 1843) und dessen Ehefrau Benigna Marianne Sophie von Bolschwing (* 4. August 1777; † 5. Januar 1858).

## Leben
August von der Howen studierte an der Georg-August-Universität Göttingen und der Universität Leipzig Rechtswissenschaft. Er wurde Mitglied der Curonia Goettingensis VII. Nach Abschluss des Studiums war er von 1826 bis 1829 Assessor am Doblenschen Kreisgericht in Mitau und von 1829 bis 1835 am Oberhauptmannsgericht in Goldingen. Anschließend bekleidete er bis 1842 das Amt des Hauptmanns in Bauske und bis 1848 des Oberhauptmanns in Mitau, wo er 1848 jüngster 2. Rat und 1851  jüngster 1. Rat wurde. Von 1856 bis 1859 war er Landmarschall. 1859 wurde er Oberburggraf, 1860 Kanzler, 1861 Landhofmeister und noch im selben Jahr Präsident des Kurländischen Oberhofgerichts, dem er bis zu seinem Tode vorstand. Daneben war er seit 1857 Präsident des Kurländischen Konsistoriums und von 1864 bis 1866 Präsident der Landesjustizkommission in Dorpat.

## Familie
Howen heiratete am 3. Juli 1834 in Pelzen (Goldingen) Eleonora Auguste Minna Justine Theophile von Bolschwing (* 22. Oktober 1818; † 27. April 1909). Das Paar hatte mehrere Kinder:
- Carl August Peter (* 18. Juni 1836; † 1. Juli 1910) ⚭ 1871 Olga Katharina Agnes von Megden (* 26. Januar 1854; † 1886)
- Auguste Marianne Wilhelmine (* 26. Mai 1837; † 8. Juli 1892)
- Richard Peter August (* 28. Oktober 1838; † 19. April 1867)
- Caroline Auguste Marie (1841–1843)
- Theodor Peter August (* 22. Juli 1845), Ausgewandert nach Brasilien
- Marie Auguste (* 29. Juli 1846; † 7. September 1918)